# Ichthuskerk ('s-Gravendeel)
De Ichthuskerk is het kerkgebouw van de Christelijke Gereformeerde kerk in 's-Gravendeel, Zuid-Holland. Het bevindt zich aan de Zuid Voorstraat 26 aldaar.

## Geschiedenis
Op 4 april 1895 werd de nieuwe Christelijke Gereformeerde Kerk officieel ingesteld door ds. J. Wisse Czn, een tweehonderd leden tellende gemeente. Na het instellen van de nieuwe afgeschaâie (afgescheiden) kerk, werd er al snel een kerk aan de Kreekkant in 's-Gravendeel gebouwd. Ds. T.A. Bakker werd de eerste predikant van de gemeente in 1896, hij diende tot 1900
In 1951 werd ds. C. Noordergraaf predikant in de gemeente, maar hij werd te "licht" (te weinig "bevindelijk") bevonden door een deel van de gemeenschap. Dit stichtte hierop een nieuwe gemeente die zich in 1957 aansloot bij de Gereformeerde Gemeenten in Nederland. Deze gemeente komt nu samen in de kerk aan de Rijkestraat, die vroeger de Gereformeerde Kerk huisvestte.

## Gebouw
Het huidige kerkgebouw bevindt zich op de plaats waar zich eerder een kerkgebouw uit 1905 van het type schuurkerk bevond. Dit werd in 1991 gesloopt om plaats te maken voor het huidige gebouw. Het architectenbureau Putter & Laban ontwierp een sober kerkgebouw in modernistische stijl. Enkele kleurige glas-in-loodramen en een kruis in glastegels geven aan dat het om een kerkgebouw gaat. Het interieur toont een zaalkerk waarin het preekgestoelte centraal staat.

## Lijst van predikanten
| Jaren      | Predikant                |
| ---------- | ------------------------ |
| 1896–1900  | ds. T.A. Bakker          |
| 1902–1905  | ds. W.F. van der Kodde   |
| 1907–1911  | ds. J. Geels             |
| 1916–1921  | ds. H. Velema            |
| 1922–1925  | ds. K. Zuidersma         |
| 1929–1940  | ds. R.E. Sluiter         |
| 1942–1945  | ds. J. van Doorn         |
| 1951–1957  | ds. C. Noordergraaf      |
| 1959–1965  | ds. G. de Vries          |
| 1969–1974  | ds. B. Witzier           |
| 1977–1982  | ds. C.J. van den Boogert |
| 1985–1992  | ds. P. van Dolderen      |
| 1993–1998  | ds. R.W.J. Soeters       |
| 2001–2005  | ds. A.P. van Langevelde  |
| 2006–2013  | ds. C.H. Legemaate       |
| 2016–2021  | ds. H. Raveling          |
| 2022–heden | ds. W.P. de Hek          |